# Quid pro quo
Quid pro quo é uma expressão latina que significa "tomar uma coisa por outra". Em português e demais línguas latinas, tem o sentido de confusão ou engano ("isto em vez daquilo"), originando a forma aportuguesada quiproquó. A locução tem origem medieval e, originalmente, era usada para se referir a qualquer erro, no uso de termos latinos, num dado texto.
Nos países anglo-saxônicos, o significado da locução evoluiu em sentido distinto, tendo presentemente o significado de troca de bens e serviços ou de um acordo de troca de favores - enfim, troca de uma coisa por outra.

## Farmácia
Rafael Bluteau, em seu  Vocabulario Portuguez e Latino (1720), registra : 
"Os Boticarios tem hum livro, a que chamão com termos Latinos, Quid pro quo. Quando não tem hũa droga, achão nelle outra, para porem em seu lugar. Daqui veyo o dizerse, Livrenos Deos de hum Quid pro quo; porque às vezes ha erro nas drogas, & em lugar de mezinha, dão os Boticarios veneno." 

## Cinema
A expressão foi amplamente usada no filme O Silêncio dos Inocentes nos diálogos entre Clarice Starling e Hannibal Lecter, quando este último aceitou dar opiniões sobre o caso de um assassino, apelidado pela imprensa de "Búfalo Bill", em troca de informações pessoais de Clarice -  um "quid pro quo", no sentido de troca de favores.